# Mammuthus meridionalis
Mammuthus meridionalis es una especie extinta de mamut propio de Europa y Asia central durante el Pleistoceno, viviendo desde hace 2.5 hasta hace 1.5 millones de años.

## Descripción

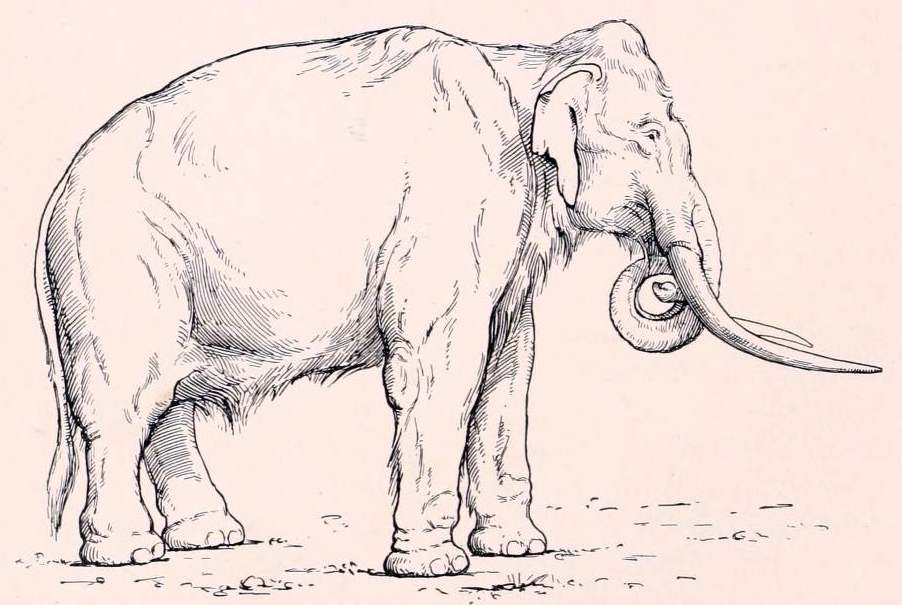
Recreación

Con una altura de cerca de 4 m. a los hombros y un peso estimado en 10 toneladas, M. meridionalis es uno de los mayores proboscideos que haya vivido, junto con otras especies gigantes de mamuts, y el primitivo Deinotherium. Tenía robustos colmillos curvados, comunes a los mamuts. Sus molares tenían coronas bajas y un pequeño número de bordes de esmalte grueso, adaptados a una dieta forestal de hojas y ramas, lo que indica que vivía en un clima relativamente cálido que hace probable que careciera de una densa capa de pelo.

## Hábitat y dieta

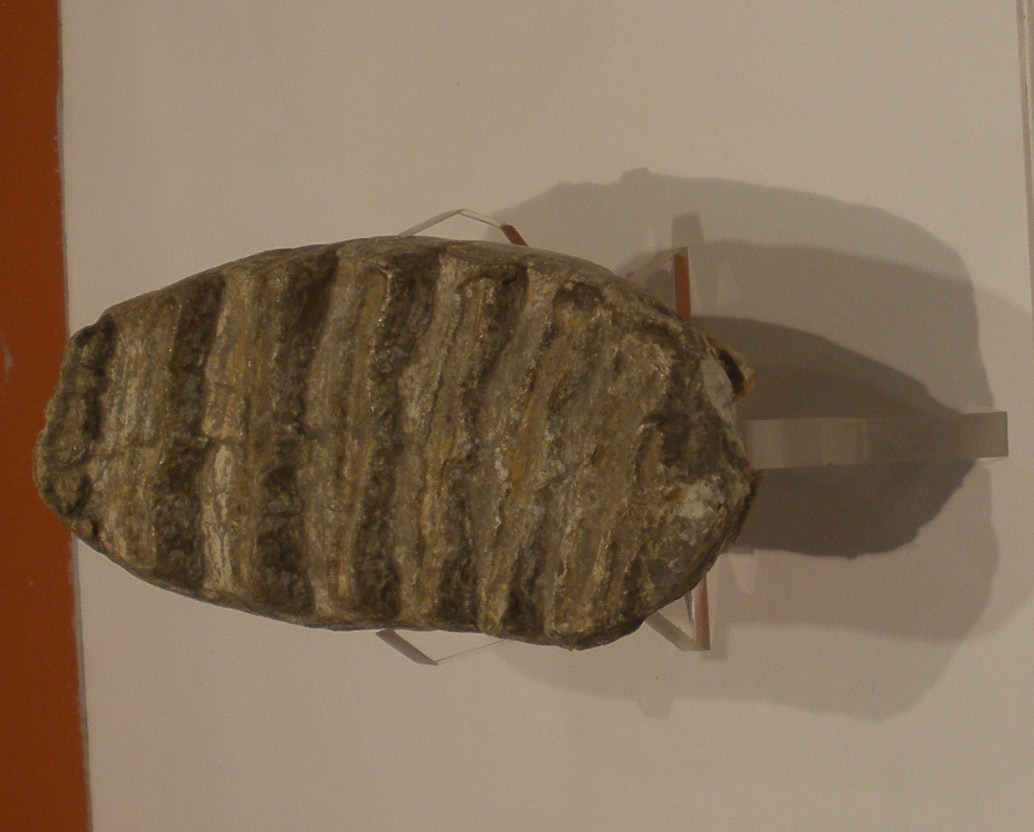
Molar de Mammuthus meridionalis

Plantas y fósiles hallados con sus restos muestran que M. meridionalis vivía en una época de clima templado, generalmente tan cálido o levemente más cálido que el que Europa experimenta actualmente. Bosques mixtos de especies caducas le daban su hábitat y comida, la cual abarcaba ramas de árboles como el roble, fresno, haya y otros árboles típicos de Europa, así como algunos que son ahora exóticos en la región, como la cicuta, el nogal alado y las pacanas.
Un esqueleto completo se encuentra en el Museo Estatal de Stávropol.
Más hacia el Este, los descubrimientos en Ubeidiyah (Israel) y Dmanisi (Georgia) muestran que este mamut primitivo vivía en un ambiente particularmente abierto con áreas de pastizales, aunque subsistía con árboles dispersos y arbustos.